# قانون اساسی وایمار

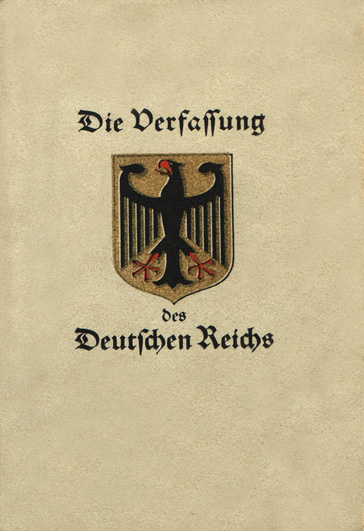
The 'Weimar Constitution' in booklet form. The constitution itself required that it be provided to school children at the time of their graduation.

قانون اساسی ویمار (آلمانی: Die Verfassung des Deutschen Reichs) که به عنوان قانون اساسی جمهوری ویمار هم شناخته می‌شود، قانون اساسی حاکم بر آلمان در دوره جمهوری وایمار (۱۹۱۹–۱۹۳۳) بود. قانون اساسی آلمان را جمهوری پارلمانی دموکراتیک با مجلس مقننه‌ای انتخاب کرد که اعضای آن با نمایندگی تناسبی انتخاب می‌شدند. در آن حق رأی عمومی با حداقل سن ۲۰ سال تعیین شده بود. قانون اساسی از نظر فنی در طول دوره نازی‌ها از ۱۹۳۳ تا ۱۹۴۵ همچنان پابرجا بود؛ گرچه عملاً بدون اجرا ماند.
عنوان قانون اساسی همان قانون اساسی امپراتوری آلمان بود که قبل از آن موجود بود. نام رسمی ایالت آلمان تا تصویب قانون اساسی ۱۹۴۹، «Deutsches Reich» بود.

## خاستگاه
پس از پایان جنگ جهانی اول، یک مجلس ملی آلمان پس از انتخابات فدرال ۱۹ ژانویه ۱۹۱۹ در شهر ویمار، در ایالت تورینگن، متشکل شد برای نوشتن قانون اساسی برای رایش متشکل شد. این کشور قرار بود یک جمهوری فدرال دموکراتیک باشد که توسط رئیس‌جمهور و پارلمان اداره می‌شود.